# A Sound Sleeper
A Sound Sleeper è un cortometraggio muto del 1909 diretto da David W. Griffith.

## Trama
Un vagabondo riesce a dormire durante una sommossa nelle strade e usa la cenere degli incendi per farsi un giaciglio caldo.

## Produzione
Prodotto dall'American Mutoscope & Biograph, il film fu girato a Fort Lee nel New Jersey.

## Distribuzione
Il copyright del film, richiesto dall'American Mutoscope and Biograph Co., fu registrato l'8 aprile 1909 con il numero H125502.
Distribuito dall'American Mutoscope & Biograph, il film - un cortometraggio della durata di due minuti - uscì nelle sale statunitensi il 12 aprile 1909. Nelle proiezioni, veniva programmato con il sistema dello split reel, accorpato in un'unica bobina con un altro cortometraggio prodotto dalla Biograph e diretto da Griffith, The Winning Coat.
Non si conoscono copie ancora esistenti della pellicola che viene considerata presumibilmente perduta.